# Loshults socken
Loshults socken i Skåne ingick i Östra Göinge härad, ingår sedan 1974 i Osby kommun och motsvarar från 2016 Loshults distrikt.
Socknens areal är 104,63 kvadratkilometer varav 104,19 land.  År 2000 fanns här 1 241 invånare. Tätorten Killeberg, kyrkbyn Loshult med sockenkyrkan Loshults kyrka samt orten Hökön ligger i socknen.

## Administrativ historik
Socknen har medeltida ursprung. 
Vid kommunreformen 1862 övergick socknens ansvar för de kyrkliga frågorna till Loshults församling och för de borgerliga frågorna bildades Loshults landskommun. Landskommunen uppgick 1974 i Osby kommun.
1 januari 2016 inrättades distriktet Loshult, med samma omfattning som församlingen hade 1999/2000.
Socknen har tillhört län, fögderier, tingslag och domsagor enligt vad som beskrivs i artikeln Östra Göinge härad. De indelta soldaterna tillhörde Norra skånska infanteriregementet, Livkompaniet och Skånska dragonregementet, Östra Göinge skvadron, Östra Göinge kompani.

## Geografi
Loshults socken ligger söder om Älmhult. Socknen är en mossrik skogsbygd.
Loshults socken ligger i nordligaste Skåne intill den gamla riksgränsen mellan Sverige och Danmark före 1658. Skånes nordligaste punkt, Grävlingehall (56°31′58,20″N 14°5′29,06″Ö / 56.51667°N 14.08333°Ö), ligger i socknen.
Tidigare passerade tre järnvägar genom socknen: Södra stambanan, järnvägen Älmhult-Sölvesborg och järnvägen Älmhult-Kristianstad. Numera återstår enbart Södra stambanan och godstransporter mellan Älmhult och Olofström. Järnvägsstationer fanns i Killeberg, Hökön, Loshult och Hultaberg - alla numera nedlagda. Killebergs station öppnades dock på nytt 2013.

## Näringsliv
I äldre tid fanns i Loshults socken ett omfattande smideshantverk och tillverkning av föremål i mässing. Som minnen av detta bevarar Loshults hembygdsförening en kättingfabrik i Killeberg och ett gelbgjuteri söder om Loshults by.
Andra viktiga näringar, förutom lantbruk, var skogsbruk, torvbrytning och ett antal mindre sågverk.

## Historik
Lösfynd/depåfynd har påträffats från stenåldern och bronsåldern. Från järnåldern finns domarringar.
Vid Lilla Loshult  hittades 1951 vid torvbrytning två pilar från äldre stenålder cirka 7000 f.kr. Den ena pilen var komplett medan den andra endast delvis är intakt. De utgör det äldsta pilfyndet på svensk mark.. De förvaras numera på Historiska museet i Lund.
Nära utanför Loshults by påträffades 1861 den så kallade Loshultskanonen eller Loshultsbössan. Denna har daterats till 1300-talet, och anses vara ett av världens äldsta bevarade eldvapen. Den förvaras numera på Historiska museet i Stockholm.
I socknen inträffade Loshultskuppen 1676, då lokalbefolkningen plundrade en penningtransport avsedd för svenska armén.
Loshultsbranden sommaren 1921 medförde att ett stort område av socknens östra delar brändes av. Denna var en av södra Sveriges största skogsbränder genom tiderna, och berörde sammanlagt ca 24 km² inklusive områden i Glimåkra socken. En annan stor brand var branden på Vakö myr sommaren 1992.

## Namnet
Namnet skrevs på 1520-talet Losgrouo och 1554 Losrydha gruffue, och kommer från kyrkbyn. Efterleden är ryd, 'röjning'. Förleden innehåller troligen lo..